# Tywin Lannister
Tywin Lannister er en fiktiv person i den amerikanske forfatter George R. R. Martins fantasyserie A Song of Ice and Fire og i HBOs filmatisering Game of Thrones.
Han bliver introduceret i Kampen om tronen (1996), og han optræder efterfølgende i Kongernes kamp (1998) og En storm af sværd (2000). Tywin Lannister er en hensynsløs patriark i huset Lannister på Casterly Rock, og han er far til Cersei, Jaime og Tyrion Lannister. Han er Warden of the West og Lord Paramount i Westerlands, der er den rigeste region i De Syv Kongeriger, og han har været Hand of the King to gange, hvilket gør ham til en af de mest magtfulde politiske personer i Westeros' historie. Tywins grusomheder mod sin yngste søn, Tyrion, som han har foragtet siden hans barndom, fordi han er dværg og fordi Tyrions moder og Tywins kone døde under fødslen, og det er en primær indflydelse på Tyrions karakterbue i både romanerne og tv-serien.
Tywin bliver spillet af den engelske skuespiller Charles Dance i HBO's filmatisering, og han har modtaget kritikerros for både sin præstation og karakterisering.